# Репаблікан-Сіті (Небраска)
Репаблікан-Сіті (англ. Republican City) — селище (англ. village) в США, в окрузі Гарлан штату Небраска. Населення — 134 особи (2020).

## Географія
Репаблікан-Сіті розташований за координатами 40°5′55″ пн. ш. 99°13′20″ зх. д. / 40.09861° пн. ш. 99.22222° зх. д. (40.098748, -99.222254).  За даними Бюро перепису населення США в 2010 році селище мало площу 0,84 км², уся площа — суходіл.

## Демографія
Згідно з переписом 2010 року, у селищі мешкало 150 осіб у 76 домогосподарствах у складі 47 родин. Густота населення становила 178 осіб/км².  Було 207 помешкань (246/км²).
Расовий склад населення:
| - 100,0 % — білих |

До двох чи більше рас належало 0,0 %. Частка іспаномовних становила 1,3 % від усіх жителів.
За віковим діапазоном населення розподілялося таким чином: 14,0 % — особи молодші 18 років, 47,3 % — особи у віці 18—64 років, 38,7 % — особи у віці 65 років та старші. Медіана віку мешканця становила 59,8 року. На 100 осіб жіночої статі у селищі припадало 111,3 чоловіків;  на 100 жінок у віці від 18 років та старших — 108,1 чоловіків також старших 18 років.
Середній дохід на одне домашнє господарство  становив 41 902 долари США (медіана — 36 786), а середній дохід на одну сім'ю — 55 955 доларів (медіана — 51 250). За межею бідності перебувало 9,5 % осіб, у тому числі 13,0 % дітей у віці до 18 років та 10,0 % осіб у віці 65 років та старших.
Цивільне працевлаштоване населення становило 54 особи. Основні галузі зайнятості: роздрібна торгівля — 22,2 %, освіта, охорона здоров'я та соціальна допомога — 22,2 %, мистецтво, розваги та відпочинок — 16,7 %, транспорт — 13,0 %.